# (8643) Quercus
(8643) Quercus (1988 SC) – planetoida z pasa głównego asteroid okrążająca Słońce w ciągu 4,12 lat w średniej odległości 2,57 au. Odkryta 16 września 1988 roku.